# Rollenkreis
Der Rollenkreis ist eine schwierige Kunstflugfigur.
Bei dieser Figur wird ein 360-Grad-Kreis geflogen oder auch nur ein halber oder ein Viertelkreis, wobei das Flugzeug gleichzeitig um die Längsachse rollt. Es  können ein, zwei, drei oder auch vier Rollen während des Vollkreises geflogen werden.  Die Rollen können nach innen oder nach außen oder auch wechselnd innen-außen geflogen werden.
Der Rollenkreis wurde erstmals von Gerhard Fieseler, einem exzellenten Kunstflugpiloten und späteren Flugzeugkonstrukteur (Fieseler Storch) geflogen.